# Liste der Kulturgüter in Lohn SH
Die Liste der Kulturgüter in Lohn SH enthält alle Objekte in der Gemeinde Lohn im Kanton Schaffhausen, die gemäss der Haager Konvention zum Schutz von Kulturgut bei bewaffneten Konflikten, dem Bundesgesetz vom 20. Juni 2014 über den Schutz der Kulturgüter bei bewaffneten Konflikten sowie der Verordnung vom 29. Oktober 2014 über den Schutz der Kulturgüter bei bewaffneten Konflikten unter Schutz stehen.
Objekte der Kategorie A sind im Gemeindegebiet nicht ausgewiesen, Objekte der Kategorie B sind vollständig in der Liste enthalten, Objekte der Kategorie C fehlen zurzeit (Stand: 1. Januar 2023).

## Kulturgüter
| Foto |                                                                         | Objekt                                            | Kat. | Typ | Standort                         | Beschreibung |
| ---- | ----------------------------------------------------------------------- | ------------------------------------------------- | ---- | --- | -------------------------------- | ------------ |
| ja   | Datei hochladen · Wikidata zu Reformierte Kirche St. Martin (Q29787247) | Reformierte Kirche St. Martin KGS-Nr.: 04334      | B    | G   | Gässli 9.2 692420 / 290260       |              |
| BW   | Datei hochladen · Wikidata zu Kernbau der Ziegelei (Q29787244)          | Kernbau und Stammhaus der Ziegelei KGS-Nr.: 10889 | B    | G   | Vorderdorf 17.2 692436 / 290098  |              |
| BW   | Datei hochladen                                                         | Dorfbrunnen KGS-Nr.: 14209                        | B    | K   | Gässli 692396 / 290132           |              |
| BW   | Datei hochladen                                                         | Dorfbrunnen KGS-Nr.: 14210                        | B    | K   | Vorderdorf 692408 / 290292       |              |
| BW   | Datei hochladen                                                         | Wohnhaus mit Ökonomie KGS-Nr.: 14211              | B    | G   | Im Winkel 8 692455 / 290306      |              |
| BW   | Datei hochladen                                                         | Wohnhaus mit Ökonomie KGS-Nr.: 14212              | B    | G   | Im Winkel 1 692429 / 290315      |              |
| BW   | Datei hochladen                                                         | Vogtshaus KGS-Nr.: 14213                          | B    | G   | Ausserdorf 10–12 692338 / 290251 |              |
| BW   | Datei hochladen                                                         | Wohnhaus mit Ökonomie KGS-Nr.: 14214              | B    | G   | Gässli 3 692391 / 290233         |              |
| BW   | Datei hochladen                                                         | Galgenbrunnen KGS-Nr.: 14783                      | B    | K   | In Gärten 3 692294 / 290335      |              |